# Notre-Dame-du-Bec
Pour les articles homonymes, voir Notre-Dame.
Notre-Dame-du-Bec est une commune française située dans le département de la Seine-Maritime en région Normandie.

## Géographie

### Localisation
Cette commune est située sur la rive droite de la Seine, à une quinzaine de kilomètres du Havre, dans le canton de Montivilliers.
La commune est traversée par un tronçon ferroviaire désaffecté de l'ancienne ligne du Havre-Graville à Tourville-les-Ifs.
| Saint-Martin-du-Bec | Saint-Martin-du-Bec / Turretot | Turretot   |
| Saint-Martin-du-Bec | Notre-Dame-du-Bec              | Hermeville |
| Rolleville          | Rolleville                     | Rolleville |

### Hydrographie
La commune est située dans le bassin Seine-Normandie. Elle est drainée par la Lezarde,.
La Lézarde, d'une longueur de 14 km, prend sa source dans la commune de Saint-Martin-du-Bec et se jette  dans le canal de Tancarville à Gonfreville-l'Orcher, après avoir traversé sept communes. 
Un plan d'eau complète le réseau hydrographique : Moulin de la Planche (1,18 ha),.

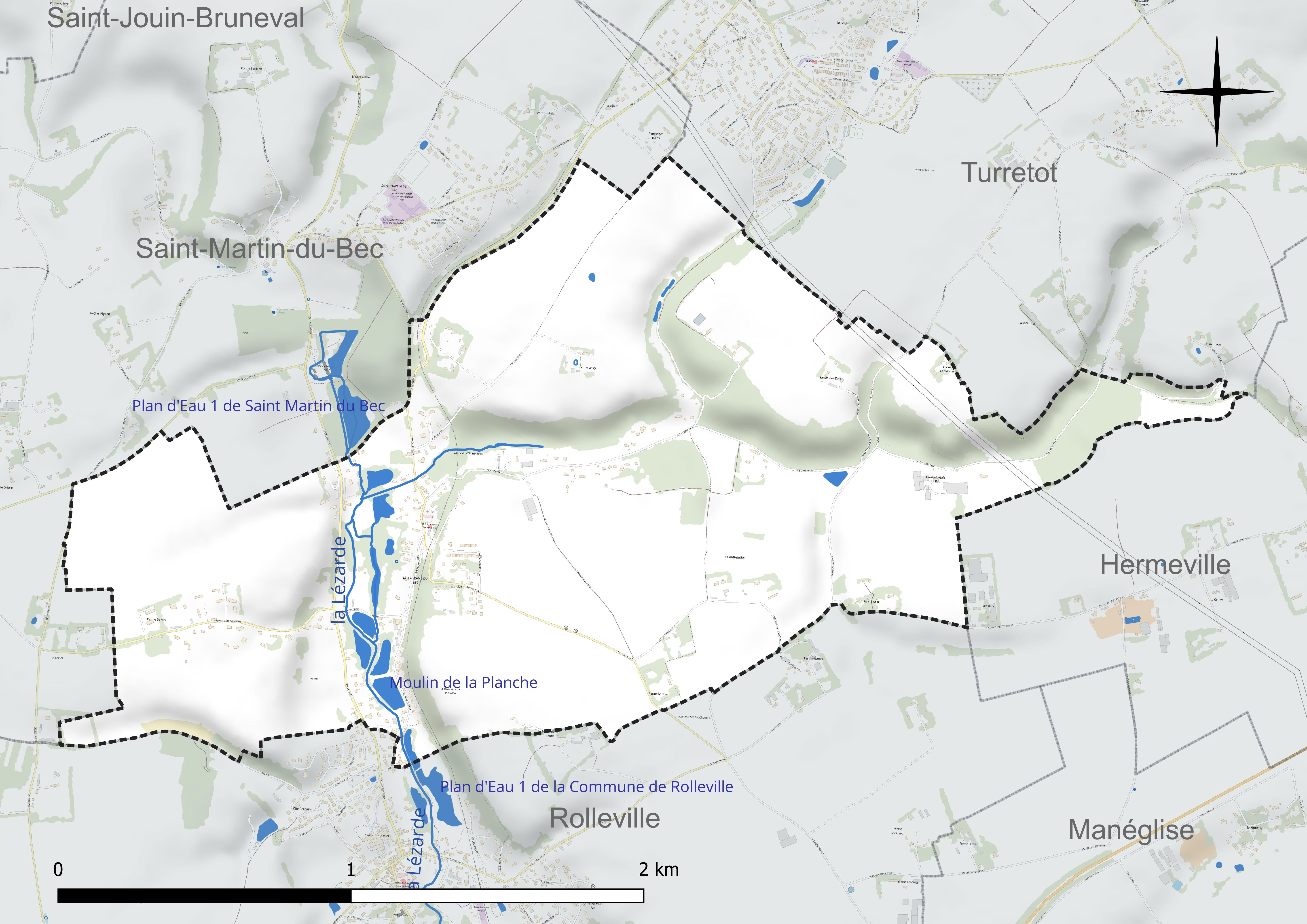
Réseau hydrographique de Notre-Dame-du-Bec.

### Climat
Pour des articles plus généraux, voir Climat de la Normandie et Climat de la Seine-Maritime.
En 2010, le climat de la commune est de type climat océanique franc, selon une étude du CNRS s'appuyant sur une série de données couvrant la période 1971-2000. En 2020, Météo-France publie une typologie des climats de la France métropolitaine dans laquelle la commune est exposée à un climat océanique et est dans la région climatique Côtes de la Manche orientale, caractérisée par un faible ensoleillement (1 550 h/an) ; forte humidité de l’air (plus de 20 h/jour avec humidité relative > 80 % en hiver), vents forts fréquents. Parallèlement le GIEC normand, un groupe régional d’experts sur le climat, différencie quant à lui, dans une étude de 2020, trois grands types de climats pour la région Normandie, nuancés à une échelle plus fine par les facteurs géographiques locaux. La commune est, selon ce zonage, exposée à un « climat maritime », correspondant au Pays de Caux, frais, humide et pluvieux, légèrement plus frais que dans le Cotentin.
Pour la période 1971-2000, la température annuelle moyenne est de 10,5 °C, avec une amplitude thermique annuelle de 12,5 °C. Le cumul annuel moyen de précipitations est de 939 mm, avec 13,2 jours de précipitations en janvier et 8,6 jours en juillet. Pour la période 1991-2020, la température moyenne annuelle observée sur la station météorologique la plus proche, située sur la commune de Octeville-sur-Mer à 8 km à vol d'oiseau, est de 11,5 °C et le cumul annuel moyen de précipitations est de 790,7 mm,. Pour l'avenir, les paramètres climatiques de la commune estimés pour 2050 selon différents scénarios d’émission de gaz à effet de serre sont consultables sur un site dédié publié par Météo-France en novembre 2022.

## Urbanisme

### Typologie
Au 1er janvier 2024, Notre-Dame-du-Bec est catégorisée commune rurale à habitat dispersé, selon la nouvelle grille communale de densité à sept niveaux définie par l'Insee en 2022.
Elle appartient à l'unité urbaine du Havre, une agglomération intra-départementale regroupant 18  communes, dont elle est une commune de la banlieue,,. Par ailleurs la commune fait partie de l'aire d'attraction du Havre, dont elle est une commune de la couronne,. Cette aire, qui regroupe 116 communes, est catégorisée dans les aires de 200 000 à moins de 700 000 habitants,.

### Occupation des sols
L'occupation des sols de la commune, telle qu'elle ressort de la base de données européenne d’occupation biophysique des sols Corine Land Cover (CLC), est marquée par l'importance des territoires agricoles (86,9 % en 2018), une proportion identique à celle de 1990 (86,9 %). La répartition détaillée en 2018 est la suivante : 
terres arables (60,2 %), zones agricoles hétérogènes (18,7 %), forêts (12,4 %), prairies (8 %), zones urbanisées (0,7 %). L'évolution de l’occupation des sols de la commune et de ses infrastructures peut être observée sur les différentes représentations cartographiques du territoire : la carte de Cassini (XVIIIe siècle), la carte d'état-major (1820-1866) et les cartes ou photos aériennes de l'IGN pour la période actuelle (1950 à aujourd'hui).

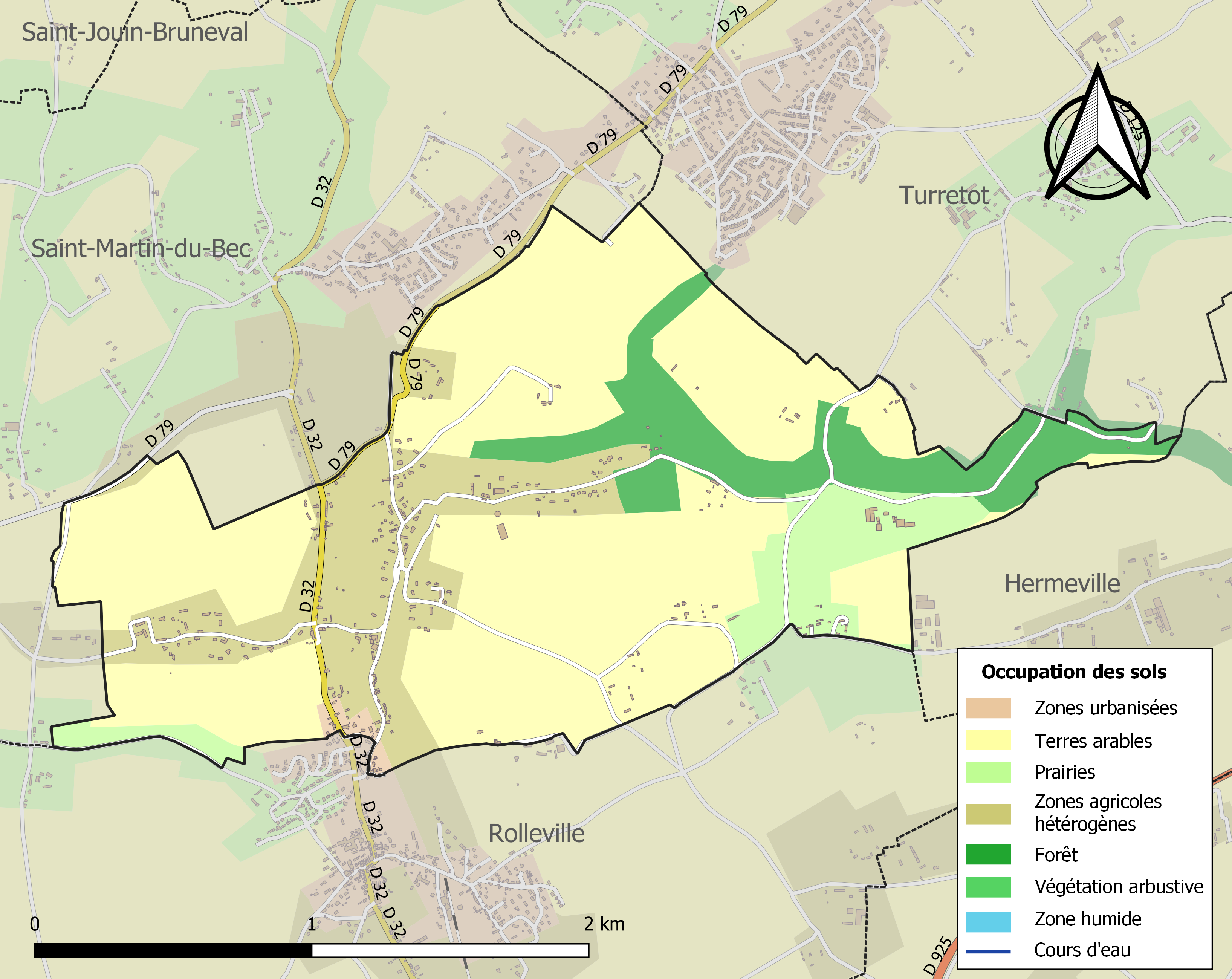
Carte des infrastructures et de l'occupation des sols de la commune en 2018 (CLC).

## Toponymie
Notre-Dame, le vocable désigne la Vierge Marie.
Son nom est attesté sous la forme latinisée Sancta Maria de Becco en 1222, puis Notre Dame du Bec Crespin du XVe siècle au XVIIIe siècle.
Le vieux normand bec « ruisseau », terme issu de l'ancien scandinave bekkr, même sens, désigne sans doute ici la Lézarde.

## Histoire
À la fin du XIIIe siècle, Guillaume Crespin, en épousant Jeanne de Mortemer, devint seigneur du Bec-de-Mortemer, qui prit à cette occasion le nom de Bec-Crespin.
Le château où séjournaient les barons du Bec-de-Mortemer, puis du Bec-Crespin, se trouve sur la commune voisine de Saint-Martin-du-Bec, à une centaine de mètres de Notre-Dame-du-Bec.

## Politique et administration

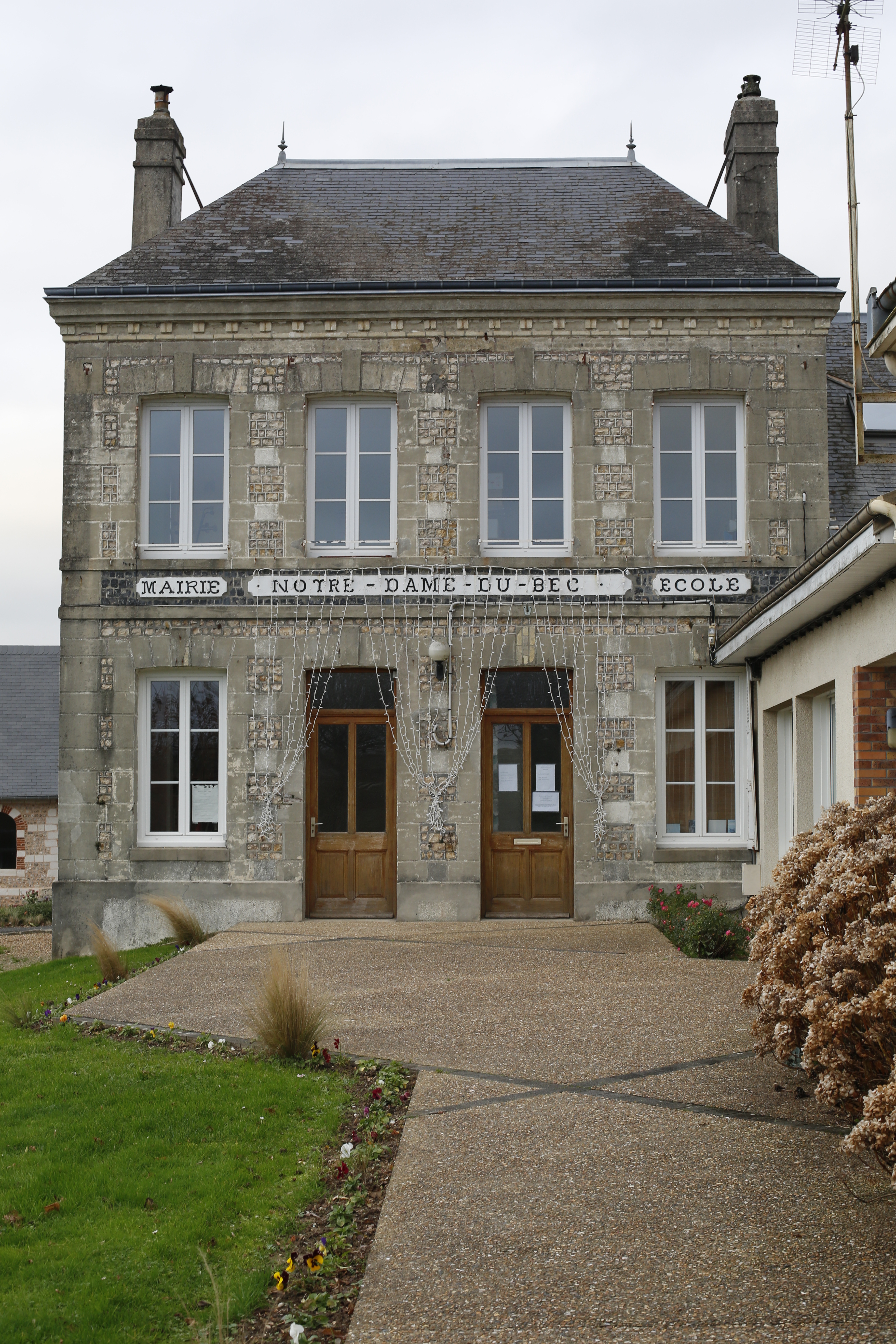
La mairie.

## Démographie
L'évolution du nombre d'habitants est connue à travers les recensements de la population effectués dans la commune depuis 1793. Pour les communes de moins de 10 000 habitants, une enquête de recensement portant sur toute la population est réalisée tous les cinq ans, les populations de référence des années intermédiaires étant quant à elles estimées par interpolation ou extrapolation. Pour la commune, le premier recensement exhaustif entrant dans le cadre du nouveau dispositif a été réalisé en 2004.

En 2022, la commune comptait 477 habitants, en évolution de +5,07 % par rapport à 2016 (Seine-Maritime : +0,35 %, France hors Mayotte : +2,11 %).
| 1793 | 1800 | 1806 | 1821 | 1831 | 1836 | 1841 | 1846 | 1851 |
| ---- | ---- | ---- | ---- | ---- | ---- | ---- | ---- | ---- |
| 293  | 400  | 318  | 330  | 329  | 323  | 307  | 301  | 325  |

| 1856 | 1861 | 1866 | 1872 | 1876 | 1881 | 1886 | 1891 | 1896 |
| ---- | ---- | ---- | ---- | ---- | ---- | ---- | ---- | ---- |
| 325  | 344  | 350  | 373  | 307  | 330  | 313  | 314  | 356  |

| 1901 | 1906 | 1911 | 1921 | 1926 | 1931 | 1936 | 1946 | 1954 |
| ---- | ---- | ---- | ---- | ---- | ---- | ---- | ---- | ---- |
| 276  | 271  | 276  | 296  | 313  | 329  | 309  | 343  | 359  |

| 1962 | 1968 | 1975 | 1982 | 1990 | 1999 | 2004 | 2006 | 2009 |
| ---- | ---- | ---- | ---- | ---- | ---- | ---- | ---- | ---- |
| 292  | 279  | 292  | 304  | 324  | 379  | 416  | 427  | 422  |

| 2014 | 2019 | 2022 | - | - | - | - | - | - |
| ---- | ---- | ---- | - | - | - | - | - | - |
| 452  | 453  | 477  | - | - | - | - | - | - |

## Culture locale et patrimoine

### Lieux et monuments

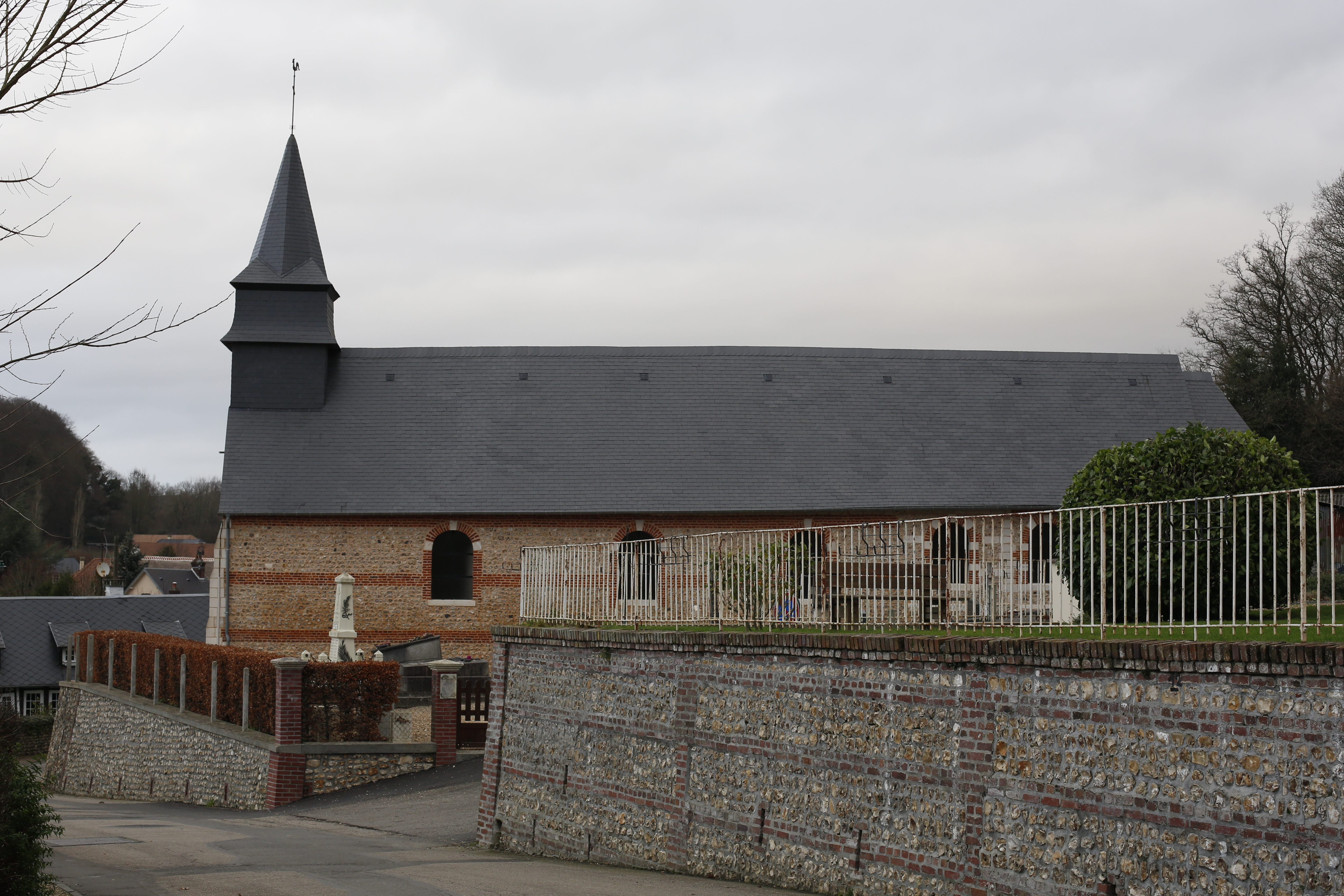
L'église Notre-Dame.

- L'église de Notre-Dame-du-Bec, dont la construction date du XVIe siècle, abrite des dalles tumulaires.
- Une motte féodale se dresse près de l'église.
- Un clos masure faisait office d'hospice pour les lépreux. Cette léproserie est mentionnée dans certains documents historiques et daterait du XIIe siècle. Elle a été créée par un seigneur du château du Bec Crespin. Elle porte le nom : léproserie Saint-Eustache du Bec Crespin. Il s'agit d'un petit manoir cauchois. En effet, comme dans tous les manoirs, les prêtres et les malades vivaient en autarcie, et ce, sur 17 acres de terre. On pouvait trouver derrière les épais talus plantés d'ormes, une chapelle du XIIe siècle, un puits artésien de 70 mètres de profondeur, un four à pain, une grande mare d'au moins 300 m2 et un verger sur l'étendue de la cour soit 1,1 hectare. Aujourd'hui seul le four à pain est resté debout. La mare ne fait plus que 80 m2, les ormes ont tous disparu, et un tiers du verger a été préservé. Il est composé de 37 arbres dont 13 pommiers à cidre.

### Personnalités liées à la commune
- Guillaume V du Bec Crespin († 1283), connétable héréditaire de Normandie
- Famille Crespin du Bec